# 若林玵蔵
若林 玵蔵（わかばやし かんぞう、1857年9月19日（安政4年8月2日）- 1938年（昭和13年）5月3日）は、日本の速記者である。幼名は銓太郎。

## 経歴・人物
武蔵の埼玉郡加須に生まれる。明治法律学校（現在の明治大学）に入学し、在学中の1882年（明治15年）に田鎖綱紀に師事し、彼が開いた日本傍聴筆記法講習会の記念すべき第一回講習生して加入した。これにより、卒業後の1884年（明治17年）に埼玉県議会の議事記録に携わる。
その後は矢野龍渓が著した『経国美談』の後編や三遊亭圓朝の『怪談牡丹灯籠』の速記したものを版にする事にも携わり、速記物の実用化に貢献した。これにより若林は多くの速記者の育成や、1890年（明治23年）には帝国議会における衆議院の常任速記者としても活動した。

## 著書
- 『速記法要訣』